# Ceratozetes campestris
Ceratozetes campestris är en kvalsterart som beskrevs av Mihelcic 1956. Ceratozetes campestris ingår i släktet Ceratozetes och familjen Ceratozetidae. Inga underarter finns listade i Catalogue of Life.